# Azra (ime)
Azra je žensko osebno ime.

## Izvor imena
Ime Azra izhaja iz arabskega imena Adrā, ki pomeni »devica, nedolžno dekle«. Azra je bil tudi vzdevek Jezusove matere Marije.

## Različice imena
Azrina

## Pogostost imena
Po podatkih Statističnega urada Republike Slovenije je bilo na dan 31. decembra 2007 v Sloveniji število ženskih oseb z imenom Azra: 368.

## Osebni praznik
Imena Azra ni v krščanskem koledarj, lahko pa bi ga uvrstili k imenu Marija.